# Bent Jacobsen
Bent Jacobsen ist ein dänischer Musiker und LGBT-Aktivist.
Jacobsen trat 1972 der in der Freistadt Christiania entstandenen Lesben- und Schwulenorganisation Bøssernes Befrielsesfront (Die Befreiungsfront der Schwulen) bei, wo er andere Mitglieder für ein Musikprojekt zu begeistern versuchte. Nachdem er als Sänger bei Benny Holsts Platte Den sidste olie mitwirkte, nahm er 1975 das Solo-Album Bøsse auf, für das er die Musiker Anders Koppel, Niels Tuxen, Kasper Winding und Jens Rugsted von The Savage Rose als Studiomusiker gewinnen konnte.
Er trat 1977 als Mitglied der Krautrock-Band Warmer Südwind in Erscheinung. Seit 1997 ist er Mitglied der A-cappella-Gruppe Schwanzen Sänger Knaben, mit der er durch Europa tourt.

## Bøsse
Bøsse (deutsch schwul) wurde 1975 vom linksradikalen Verlag Demos mit dem Labelcode DEMOS 24 veröffentlicht.
In den Texten des Albums werden erstmals Homophobie, Heterosexismus, die Schwulenszene und der Umgang mit der Haltung der Familie und Gesellschaft zur Homosexualität und zu Geschlechterrollen thematisiert, weshalb das Album als Markstein in der dänischen Schwulenbewegung gilt. Zum vierzigsten Jubiläum des „Schwulenhauses“ (dänisch Bøssehuset) in Christiania wurde das Album 2011 als CD wiederaufgelegt.
Titelliste
1. Bøsse – 2:03
2. Husmodervals – 1:44
3. Bøssebarens dronning – 4:08
4. Til en mandschauvinist – 2:35
5. Om selvundertrykkelse – 2:06
6. Pædofili-blues – 3:40
7. Hvordan kan du vide? – 3:30
8. Kampsang  – 1:10
9. Den kære familie – 4:40
10. Eengangsknald – 2:11
11. Aftenrøde – 4:33
12. Menneske, mennesker – 3:18
13. Morgensang – 3:17

## Nachweise
1. 1 2  out-and-about.dk: Homo-kultklassiker genudgivet på cd (Memento vom 12. Mai 2014 im Internet Archive)
2. ↑  soundstation.dk: Den sidste olie (Memento vom 12. September 2012 im Webarchiv archive.today)
3. 1 2 3  cybercity.dk: Gay discography (Memento vom 2. Juni 2009 im Internet Archive)
4. ↑  Homepage der Schwanzen Sänger Knaben (Memento des Originals vom 30. Oktober 2010 im Internet Archive)  Info: Der Archivlink wurde automatisch eingesetzt und noch nicht geprüft. Bitte prüfe Original- und Archivlink gemäß Anleitung und entferne dann diesen Hinweis.
5. ↑  demos.dk: Textheft von Bøsse (Memento vom 14. August 2015 im Internet Archive; PDF; 3,95 MB) (dänisch)
6. ↑  zaurits-bureau.dk: Bøssehistorie Tidslinie 1969–1988 (Memento vom 27. März 2012 im Internet Archive)

| Personendaten    | Personendaten                       |
| ---------------- | ----------------------------------- |
| NAME             | Jacobsen, Bent                      |
| KURZBESCHREIBUNG | dänischer Musiker und LGBT-Aktivist |
| GEBURTSDATUM     | 20. Jahrhundert                     |